# Tüzmen
Tüzmen ist als Variante von Tüzemen ein türkischer männlicher Vorname und Familienname. Der Name bedeutet „Mann des Gesetzes“ oder „gerechte Person“.

## Namensträger

### Familienname
- Ekrem Tüzemen (1915–1966), türkischer Politiker und Justizminister (1961)
- Kürşad Tüzmen (* 1958), türkischer Politiker
- Tarkan Tüzmen (* 1968), türkischer Sänger und Schauspieler